# ATP World Tour Finals 2012
La ATP World Tour Finals Londres 2012 es la XLIII.ª edición de la ATP World Tour Finals. Se celebró en Londres (Reino Unido) entre el 5 de noviembre y el 11 de noviembre de 2012.
El ATP World Tour Finals (también conocido como el Barclays ATP World Tour Finals por razones de patrocinio) es un torneo profesional de tenis, jugado en canchas duras bajo techo, y se celebra cada año en noviembre en el O2 Arena de Londres, Reino Unido. Las Finales ATP World Tour son los campeonatos que terminan la temporada de la Asociación de Tenistas Profesionales (ATP), con los ocho mejores jugadores de individuales y equipos de dobles de la ATP Rankings. Los actuales campeones(2011) son Roger Federer en individuales, y Daniel Nestor y Max Mirnyi en dobles. 
A diferencia de la mayoría de los otros eventos en el circuito masculino, el ATP World Tour Finals no es un simple torneo de eliminación directa. Ocho jugadores se dividen en dos grupos de cuatro, y juegan todos contra todos. A partir de ahí, los dos jugadores con los mejores registros en cada grupo avanza a las semifinales, con la reunión de los ganadores en la final para determinar el campeón. Los ganadores se otorgan hasta 1500 puntos para el Ranking.

## Distribución de puntos y premios
| Etapa                                    | Individual | Dobles1  | Puntos |
| ---------------------------------------- | ---------- | -------- | ------ |
| Campeón invicto                          | $1,760,000 | $330,000 | 1,500  |
| Campeón                                  | $830,000   | $125,000 | 500    |
| Final                                    | $410,000   | $65,000  | 400    |
| Victoria por partido en la fase de grupo | $130,000   | $25,000  | 200    |
| Cuota de participación                   | $130,0002  | $65,0003 | –      |
| Suplentes                                | $75,000    | $25,000  | –      |

- 1  El premio en dinero en dobles es por equipo
- 2 prorrateada en función de cada partido: $ 70,000 = 1 partido, $ 95,000 = 2 partidos, $ 120.000 = 3 partidos
- 3 prorrateada en función de cada partido: $ 30.000 = 1 partido, $ 50,000 = 2 partidos, $ 65,000 = 3 partidos

## Clasificación
Los ocho mejores jugadores (o parejas) con mayor acumulación de puntos en los torneos Grand Slam , ATP World Tour y la Copa Davis, durante el año clasifican para las Finales Barclays ATP World Tour 2012. Los Puntos contables incluyen los puntos ganados en el 2012, además de los puntos obtenidos en la final de Copa Davis 2011 y los torneos Challengers de la temporada 2011 disputados posteriormente a las Finales Barclays ATP World Tour 2011. 
Un jugador que está fuera de competición durante 30 o más días, debido a una lesión verificada, no se penaliza. El ATP World Tour Finals 2012 cuenta como un torneo adicional para el ranking de sus ocho clasificatorios en el final de la temporada, mientras que los puntos de final de Copa Davis cuentan para la carrera del próximo año.

### Individuales
| #    | Jugador               | Puntos | Torneos | Fecha clasificación |
| ---- | --------------------- | ------ | ------- | ------------------- |
| 1    | Novak Djokovic        | 11,420 | 17      | 7 de julio          |
| 2    | Roger Federer         | 9,465  | 20      | 7 de julio          |
| 3    | Andy Murray           | 7,600  | 19      | 5 de septiembre     |
| Baja | Rafael Nadal          | 6,840  | 19      | 7 de julio          |
| 4    | David Ferrer          | 5,630  | 24      | 16 de octubre       |
| 5    | Tomáš Berdych         | 4,405  | 23      | 22 de octubre       |
| 6    | Juan Martín del Potro | 4,080  | 22      | 25 de octubre       |
| 7    | Jo-Wilfried Tsonga    | 3,490  | 25      | 1 de noviembre      |
| 8    | Janko Tipsarević      | 2,990  | 27      | 1 de noviembre      |
| 10   | Richard Gasquet       | 2,515  | 23      | 5 de noviembre      |
| 10   | Nicolás Almagro       | 2,515  | 27      | 5 de noviembre      |

| Jugadores clasificados |
| Jugadores suplentes    |

### Dobles
| #  | Jugadores                              | Puntos | Torneos | Fecha clasificación |
| -- | -------------------------------------- | ------ | ------- | ------------------- |
| 1  | Bob Bryan Mike Bryan                   | 9,485  | 22      | 12 de agosto        |
| 2  | Max Mirnyi Daniel Nestor               | 6,675  | 20      | 9 de agosto         |
| 3  | Leander Paes Radek Štěpánek            | 6,265  | 12      | 6 de octubre        |
| 4  | Robert Lindstedt Horia Tecău           | 5,965  | 23      | 19 de agosto        |
| 5  | Mahesh Bhupathi Rohan Bopanna          | 3,815  | 22      | 2 de noviembre      |
| 6  | Marcel Granollers Marc López           | 4,360  | 18      | 22 de octubre       |
| 7  | Aisam-Ul-Haq Qureshi Jean-Julien Rojer | 3,875  | 24      | 1 de noviembre      |
| 11 | Jonathan Marray Frederik Nielsen       | 2,180  | 5       | 15 de octubre       |

## Finales

### Individuales
| Fecha      | Partido            | Partido | Partido           | Resultado     |
| ---------- | ------------------ | ------- | ----------------- | ------------- |
| 12.11.2012 | Novak Djokovic [1] | 2-0     | Roger Federer [2] | 7-6(8-6), 7-5 |

### Dobles
| Fecha      | Partido                             | Partido | Partido                            | Resultado         |
| ---------- | ----------------------------------- | ------- | ---------------------------------- | ----------------- |
| 12.11.2012 | Mahesh Bhupathi / Rohan Bopanna [5] | 1-2     | Marcel Granollers / Marc Lopez [6] | 5-7 6-3 0-1(3-10) |